# جيرارد غيبونز
جيرارد غيبونز هو لاعب هوكي الجليد كندي، ولد في 7 يناير 1953 في سانت جونز في كندا.

## وصلات خارجية
- جيرارد غيبونز على موقع EliteProspects.com (الإنجليزية)
- جيرارد غيبونز على موقع HockeyDB.com (الإنجليزية)
- جيرارد غيبونز على موقع Hockey-Reference.com (الإنجليزية)